# Weisshornbahn
Weisshornbahn er en svævebane i kantonen Graubünden i Schweiz. Banen forbinder byen Arosa med bjergtoppen Weisshorn (2.639 m.o.h.).

## Historie
Weisshornbahn blev konstrueret i løbet af første halvdel af 1950'erne og blev taget i brug i 1956. Byggesummen var det dengang astronomiske beløb af 2,8 millioner Sfr. Banen afgår fra jernbanestationen i Arosa og er opdelt i to sektioner med et vognskifte undervejs. Mellemstationen ligger på Sattelalp (2.013 m.o.h.), og derfra går turen videre opad mod Weisshorns top. Banen var den tids største og hurtigste svævebane i Schweiz. Samtidig med banens etablering åbnede en restaurant på toppen af Weisshorn med direkte adgang ud til svævebanens topstation. I 1984 blev der anlagt en tele- og radiosendestation i nærheden af restauranten.
I 1992 blev banen kraftigt moderniseret og udstyret med store gondoler, der i nederste sektion rummer op til 100 personer, mens øverste sektions gondoler kan rumme op til 125 personer. Firmaet bag den nyrenoverede bane var det velkendte svævebanekonstruktionsfirma 'Garaventa'.

### Restauranten
I 2007 planlagde selskabet bag banen, Arosa Bergbahnen AG, at etablere en totalt fornyet og meget moderne restaurant på toppen af bjerget. Imidlertid mødte projektet stor modstand fra diverse natur-og landskabsbeskyttelsesforeninger, som argumenterede for helt at forlade området. Det hele endte med en opgradering af den eksisterende restaurant, men grundet de omfattende protester og den nye projektering af byggeriet lå etableringen stille fra juli 2007 og blev først genoptaget i foråret 2011.
Den nyprojekterede panorama-restaurant, der har plads til 220 gæster, åbnede i juli 2012.

## Billedgalleri
- Den nederste svævebanestation, der ligger sammen med jernbanestationen på modsatte side af søen i Arosa.
- Garaventa har konstrueret banen.
- Gondol har netop forladt topstationen. I baggrunden langt nede ses Arosa.
- Toppen af Weisshorn med den store restaurant øverst oppe.

## Links
- Hjemmeside for toprestauranten, 'Restaurant Weisshorngipfel'
- Hjemmeside for konstruktionsfirmaet Garaventa
- Weisshornbahn, 1. etape, på 'Lift World'
- Weisshornbahn, 2. etape, på 'Lift World'

46°47′24.89″N 9°38′19.32″Ø / 46.7902472°N 9.6387000°Ø